# Roger Morris (arkitekt)

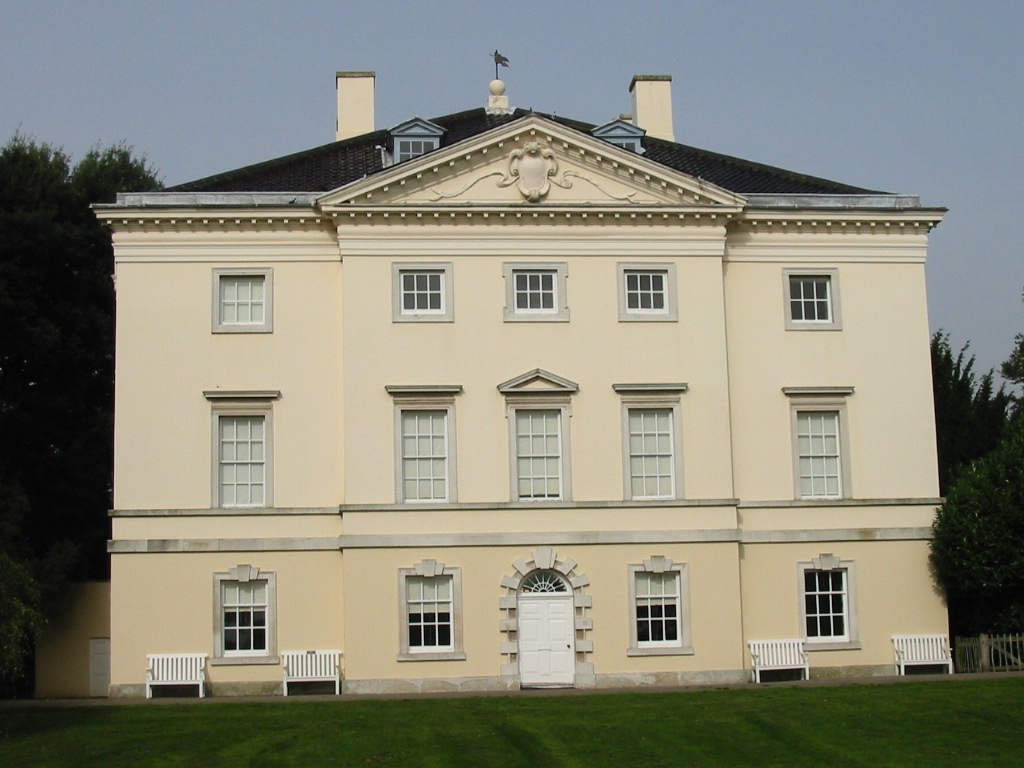
Marble Hill House.

Roger Morris, född 19 april 1695 i London, död där 31 januari 1749, var en engelsk arkitekt. Han tillhörde de mest begåvade och självständiga företrädarna för palladianismen. Hans koppling till Colen Campbell förde honom i förbindelse med Henry Herbert, 9:e earl av Pembroke, med vilken Morris samarbetade om ett stort antal projekt.
Roger Morris, som började sin bana som medhjälpare till sir Andrew Fountaine,  erhöll flera viktiga uppdrag under sin karriär, bland annat byggde han Palladian Bridge, vid Wilton House i Wiltshire (1736–37); Marble Hill House i Twickenham (1724–29); Whitton Place i Middlesex (1732–39, förstört) och Clearwell Castle i Gloucestershire (omkring 1728).